# Carabiniers du Chili
Les Carabiniers du Chili, Carabineros de Chile, sont une institution militaro-policière du Chili créée le 27 avril 1927. Leur nom vient du fait qu'ils portent une carabine. Ils sont chargés de sauvegarder la souveraineté et l'ordre public et de faire respecter les lois. Leur devise est « Orden y Patria » (« Ordre et patrie »).
Leur actuel[Quand ?] directeur général est Eduardo Gordon, nommé à la suite du décès du général José Alejandro Bernales Ramírez dans un accident d'hélicoptère à Panamá, le 29 mai 2008. 

## Historique

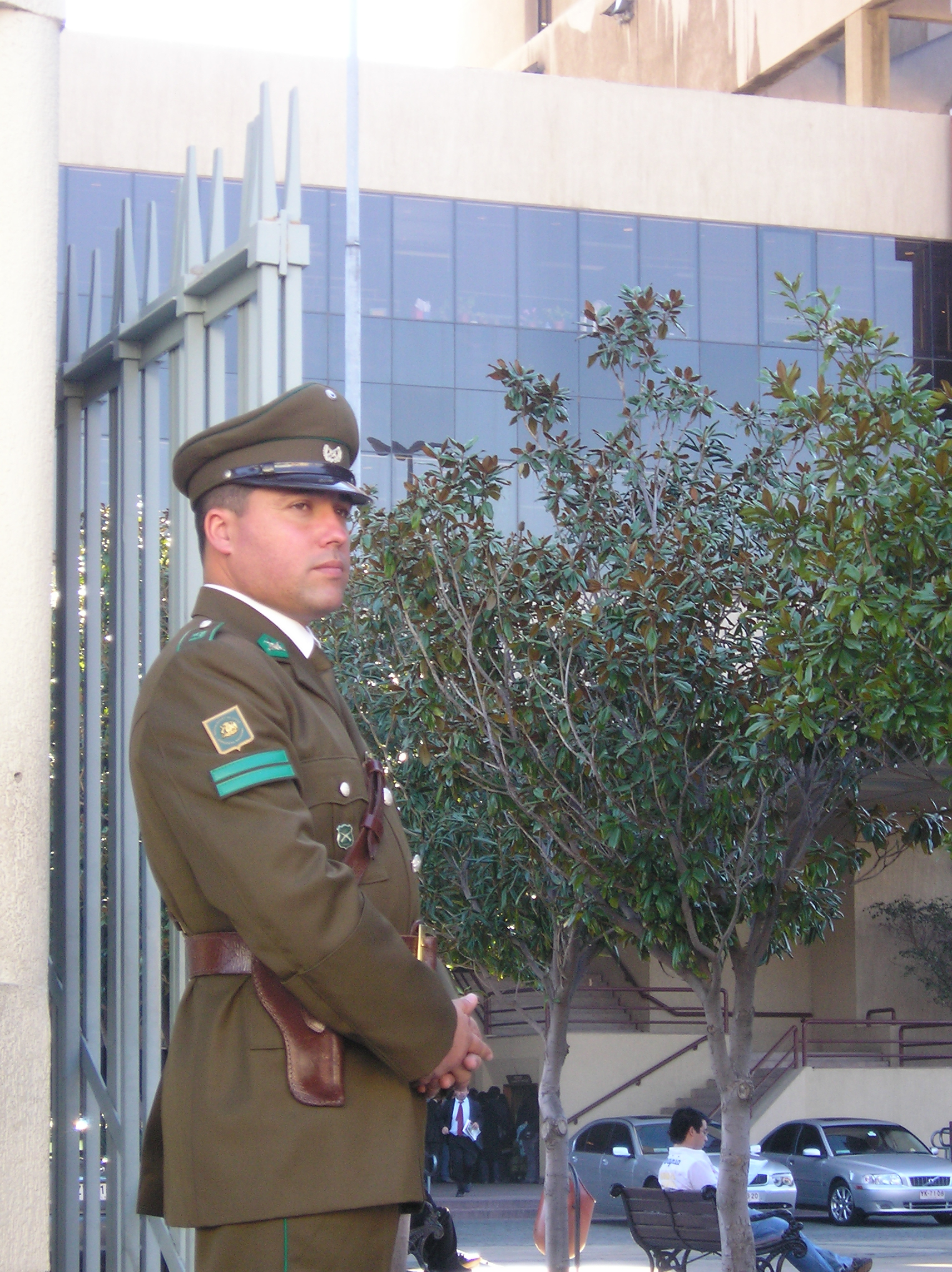
Un carabinier devant le Congrès national, à Valparaíso.

En 1927, les Carabineros avaient aussi eu comme mission le gardiennage des prisons, mais sous la dictature de Pinochet, ce service fut confié à la Gendarmerie du Chili, également dépendante des forces armées. 
En 1932, la garde du palais a été créée, un corps d'élite de l'institution destiné à la garde du siège présidentiel chilien, le palais de La Moneda, ainsi que le Congrès national actuellement situé à Valparaíso.
Les Carabineros disposaient en outre d'un service de renseignement et de sécurité sous Pinochet, la DICOMCAR, qui fut dissoute à la suite du scandale du Caso Degollados (1985), au cours duquel trois intellectuels communistes non-violents furent assassinés. Cette affaire força à la démission le directeur des Carabineros, le général César Mendoza, qui était à ce titre membre de la junte militaire.
L'ancien directeur des Carabiniers, Bruno Villalobos, est arrêté en décembre 2018 pour l'assassinat d'un étudiant sous la dictature de Pinochet. 
L'image des carabiniers est salie par les violences exercées au cours de la répression des manifestations de 2019 et 2020, visibilisées et dénoncées dans des contenus médiatiques ou culturels - notamment par l'artiste La Mirona. Selon un sondage de CNN Chile, 64 % des personnes interrogées estiment que les carabiniers violent « très fréquemment ou fréquemment » les droits de l'homme, et 24 % estiment qu'ils les violent « souvent ». 